# 35053 Rojyurij
35053 Rojyurij este o planetă minoră (asteroid) din centura de asteroizi. A fost descoperită pe 25 octombrie 1982 la Observatorul Astrofizic din Crimeea⁠(d) de Liudmila Juravliova. 
Obiectul prezintă o orbită caracterizată de o semiaxă mare de 2,3810938 UAi, o excentricitate de 0,2, o înclinație de 1,93432 ° în raport cu ecliptica.